# Rivière Desbarats
Pour les articles homonymes, voir Desbarats.
La rivière Desbarats est un affluent de la rive sud-ouest de la rivière Etchemin laquelle coule vers le nord pour se déverser sur la rive sud du fleuve Saint-Laurent, dans la région administrative de Chaudière-Appalaches, au Québec, au Canada.
La rivière Desbarats coule vers le nord-ouest en traversant les municipalités régionales de comté de :
- MRC de La Nouvelle-Beauce : municipalités de Frampton et Sainte-Marguerite ;
- MRC de Bellechasse : municipalités de Sainte-Claire et Saint-Malachie.

## Géographie
Les principaux bassins versants voisins de la rivière Desbarats sont :
- côté nord : ruisseau Dumont, ruisseau Saint-Gabriel, rivière Etchemin ;
- côté est : ruisseau Oliva-Patoine, rivière Etchemin ;
- côté sud : ruisseau Oliva-Patoine, rivière Pyke ;
- côté ouest : rivière Chassé, cours d'eau Trachy, rivière du Domaine, rivière Chaudière.

La rivière Desbarats prend sa source au pied du barrage d'un lac (longueur : 0,5 km ; altitude : 340 m). Cette source est située au sud-ouest d'un coude de la route 275 et au nord du lac Baxter.
À partir de sa source, la rivière Desbarats coule sur 11,1 km, répartis selon les segments suivants :
- 1,1 km vers le nord, jusqu'à la route 275 ;
- 0,7 km vers le nord, jusqu'à la limite municipale entre Frampton et Sainte-Marguerite ;
- 4,1 vers le nord-est dans Sainte-Marguerite, jusqu'à limite municipale de Sainte-Claire ;
- 0,4 km vers l'est, jusqu'à la limite municipale de Frampton ;
- 2,3 km vers le nord-est dans Frampton, jusqu'à la limite municipale de Saint-Malachie ;
- 2,0 km vers le nord-est, en passant à l'ouest du village de Saint-Malachie, jusqu'à la route du rang Longue-Pointe ;
- 0,5 km vers le nord-est, jusqu'à sa confluence.

La rivière Desbarats se jette sur la rive sud-ouest de la rivière Etchemin. Cette confluence est située à 1,5 km en aval du pont ferroviaire du Canadien Pacifique et en amont de la confluence de la rivière aux Billots.

## Toponymie
Le toponyme rivière Desbarats a été officialisé le 5 décembre 1968 à la Commission de toponymie du Québec.